# David Johann Rahr
David Johann Rahr (* 2. Mai 1677 in Reval, Schwedisch-Estland; † 8. August 1753 in Kielkond, Livland, Russisches Kaiserreich) war ein deutschbaltischer Pastor auf der zu Livland gehörenden Insel Ösel.

## Leben und Wirken
David Johann Rahr entstammte einem deutsch-baltischen Kaufmannsgeschlecht skandinavischer Herkunft aus Reval. Sein Vater Hermann Rahr war Ältester der Domgilde auf dem Domberg zu Reval und Lieferant der Domkirche, in der David Johann getauft wurde.
Rahr studierte ab 1694 lutherische Theologie am Lyzeum in Riga. Nachdem Estland und die benachbarten Inseln im Herbst 1710 von der Pest heimgesucht worden waren, der ein großer Teil der Bevölkerung zum Opfer fiel, und auf der Insel Ösel von zwölf evangelisch-lutherischen Pastoren nur zwei am Leben geblieben waren, wurde er 1711 zum Pastor in Kielkond und Mustel im Norden der Insel ernannt. 1715 wurde er Assessor des Öselschen Konsistoriums. 1740 bis 1741 war er Besitzer der Ländereien der Hoflage Melgus des Kronguts Großenthal im Kirchspiel Mustel.
Die Bemühungen des Superintendenten von Ösel Eberhard Gutsleff um Verbreitung der Ideen der Herrnhuter führten zu Konflikten mit der Obrigkeit. 1743 wurde diese Bewegung von Kaiserin Elisabeth verboten, Rahr wurde in der Folge führendes Mitglied in der „Kommission zur Untersuchung des Treibens der Herrnhuter“. Die Gemeinde Mustel überließ er im selben Jahr seinem Schwiegersohn Pastor Johann Georg Raderecht (geb. 1721, Arensburg), jedoch blieb er bis zu seinem Tode Pastor in Kielkond. Er starb am 8. August 1753 nach achttägiger Krankheit.

## Familie
David Johann Rahr heiratete am 12. April 1711 Anna Helene Birnschein (1680–1754), die Tochter des Pastors J. Birnschein († 1700).
Sie hatten sieben Kinder:
Johann Hermann (1712) heiratete Maria Charlotte Raschau, die Tochter des Musteler Pastors Samuel Johann Raschau; Justus (Morris) Fromhold (1713–1769) war in erster Ehe verheiratet mit Catharina Juliana Wienberg und in zweiter mit Maria Elisabeth Kohl; Anna Christiana (1715) war mit Hinrich Anton von Kohl verheiratet; Gertruta Helena (1718–1763) war mit Peer Ludwig Kohl verheiratet; Eva Juliana (1720–1755) war mit Pastor Johann Georg Raderecht (1721) verheiratet; Peer Friedrich (1722); Peer Henrich (1726–1768).
David Johann Rahrs Bruder Otto Reinhold Rahr (1685–1748) war zunächst Quartiermeister der schwedischen Garnison von Reval und arbeitete nach dem Anschluss Estlands an das Russische Reich als Kanzleirat in der Restitutionskommission zur Wiederherstellung des baltendeutschen Großgrundbesitzes in Estland. Er war mit der geschworenen Stadthebamme von Reval Eva Christina Fliegenring (1686–1746) verheiratet. Er ist in der rahrschen Familiengruft in der Domkirche zu Reval beigesetzt.

## Bibliographie
- Arved v. Schmidt: Die Pastoren Ösels seit der Reformation. Tartu (Dorpat) 1939.
- Ottow und Lenz: Die evangelischen Prediger Livlands bis 1918. Köln u. Wien 1977.